# Escola de Suboficials de l'Armada
L'Escola de Suboficials de l'Armada és un institució militar destinada a la formació de suboficials de la Marina de Guerra Espanyola (sergents, sergents primers, brigades, sotstinents i suboficials majors), i que té la seu a San Fernando (Cadis). La seu de l'Escola es troba en la Població Militar de San Carlos, enclavament militar al nord de San Fernando (antiga Isla de León) i prop del també illenc Arsenal de la Carraca.
L'Escola de Suboficials de l'Armada es va construir durant el regnat de Carles III, entre els anys 1775 i 1789. L'Escola actual es va construir sobre l'antiga Escola Naval Militar. El projecte de construcció comprenia una església (Panteó de Marins Il·lustres), la Casa del Capità General, la Intendència, la Tresoreria, la Comptadoria, la Caserna i Acadèmia de Guàrdies Marines (actualment a Marín, Pontevedra), la Caserna de Brigades, l'Acadèmia de Pilots, l'Hospital i dues Casernes més per a la tropa de Batallons de Marina. En l'actualitat també inclou el Museu Naval.